# 国立北平艺术专科学校
国立北平艺术专科学校是民国时期在北京（北平）的一所公立艺术高等学校。

## 历史
1918年4月15日，蔡元培创立国立北京美术学校，名称仿照“东京美术学校”而来，为中专性质，设中等部和师范班。位於西城前京畿道一座四合院內，最初設立繪畫科和圖案科。工笔画家、美术教育家郑锦担任第一任校长。教师以中国画画家、留日学生为主。这是中国历史上第一所国立美术教育学府。
1922年国立北京美术学校改名國立北京美術專門學校。设中國畫系、西洋畫系以及圖案系本科班，停办中等部和师范班。
1925年改为國立北京藝術專門學校，增加戲劇科和音樂科。合併改為京師大學校美術專門部。留法的林風眠在1925年到1927年擔任不到兩年的校長，聘請齊白石任教。
1927年秋音乐、戏剧科停办，艺专并入北京大学改称美术专门部。1928年南京国民政府教育部长蔡元培實施教育改革，教育部改為大學院，實行大學行政區制度，北京大学美术专门部改稱國立北平大學藝術學院，设中国画、西画、实用美术、音乐、戏剧、建筑六系。1928年9月徐悲鸿任院长，同年12月被迫离职。大学区改革失敗後，1930年秋改为國立北平藝術專科學校，1932年停辦。1934年8月國立北平藝術專科學校復校，校长严智开，设绘画（分国画、西画组）、雕塑（分雕塑、塑造组）、图工（分图案、工艺组）、艺术师范四科，把音乐、戏剧挤出了高等教育。1936年赵太侔接任校长。
七七事变抗战爆发后，学校内迁江西庐山，1938年在湖南沅陵与国立杭州艺术专科学校合并為国立艺术专科学校，设有音乐系。1941年学校迁重庆，音乐系停办，原音乐系高班生借读于重庆青木关国立音乐院，低班生则转学入国立音乐院。留守北平的師生則隸屬日本扶持的华北臨時政府的「國立北京藝術專科學校」，先後遷址到北京阜成門內井兒胡同和北京東城東總布胡同，校長為王石之和黃頵士。
1945年8月抗戰勝利後，复员遷杭州。日伪北京藝專更名為「教育部特設北平臨時大學補習班第八分班」，由严智开接收；1946年8月改称國立北平藝術專科學校復校，徐悲鸿出任北平艺专校长，大刀阔斧招聘新派力量担任教学骨干，解聘一些旧派的国画教授和留日的油画教授，东京色彩彻底淡化；恢复音乐系，由赵梅伯主持。1949年，北平艺专音乐系并入在天津成立的中央音乐学院。